# Марш пустых кастрюль

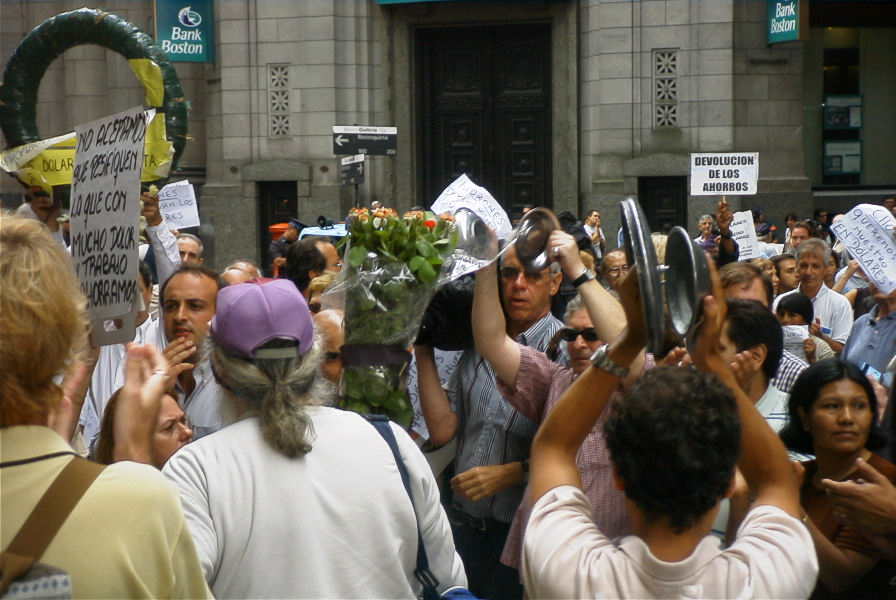
Марш пустых кастрюль в Буэнос-Айресе, 2002

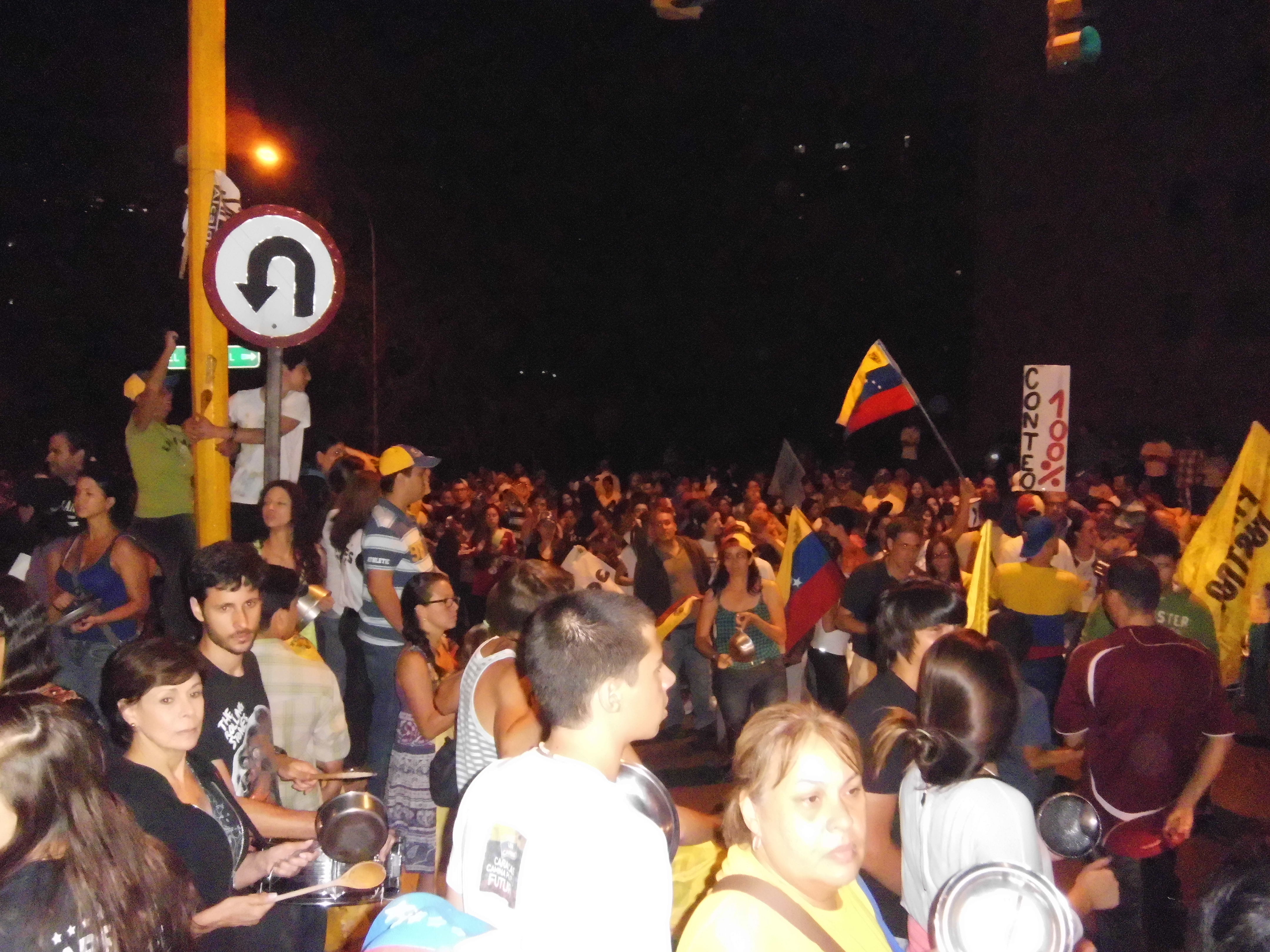
Cacerolazo против Николаса Мадуро в Каракасе 15 апреля 2013

Марш пустых кастрюль (исп. Cacerolazo) — форма уличного протеста против бедности, в ходе которого участники создают шум, ударяя в пустые кастрюли и другую домашнюю утварь. Впервые такой марш будто бы прошёл 8 марта 1857 года, работницы текстильной промышленности и фабрик по пошиву одежды в Нью-Йорке провели его в знак протеста против неприемлемых условий труда и низкой заработной платы. Основные требования марша были: десятичасовой рабочий день и равная с мужчинами зарплата.
В 1982 году Лилиана Канделл и Франсуаза Пик в своей статье показали, что данный факт не находит подтверждения.
Широкое распространение марш пустых кастрюль получил в ходе аргентинского экономического кризиса 2001 года.

## В России
В 2007 году либеральная оппозиция попыталась распространить аргентинский опыт «касероласо» на Россию: 3 ноября 2007 года марш пустых кастрюль прошёл в Петербурге.
С 6 апреля 2024 года по субботам группа жён мобилизованных «Путь домой» начала проводить акцию «марш пустых кастрюль». При этом они не выходят из своих домов, а стучат по кастрюлям из окон и с балконов.